# Jensen P66

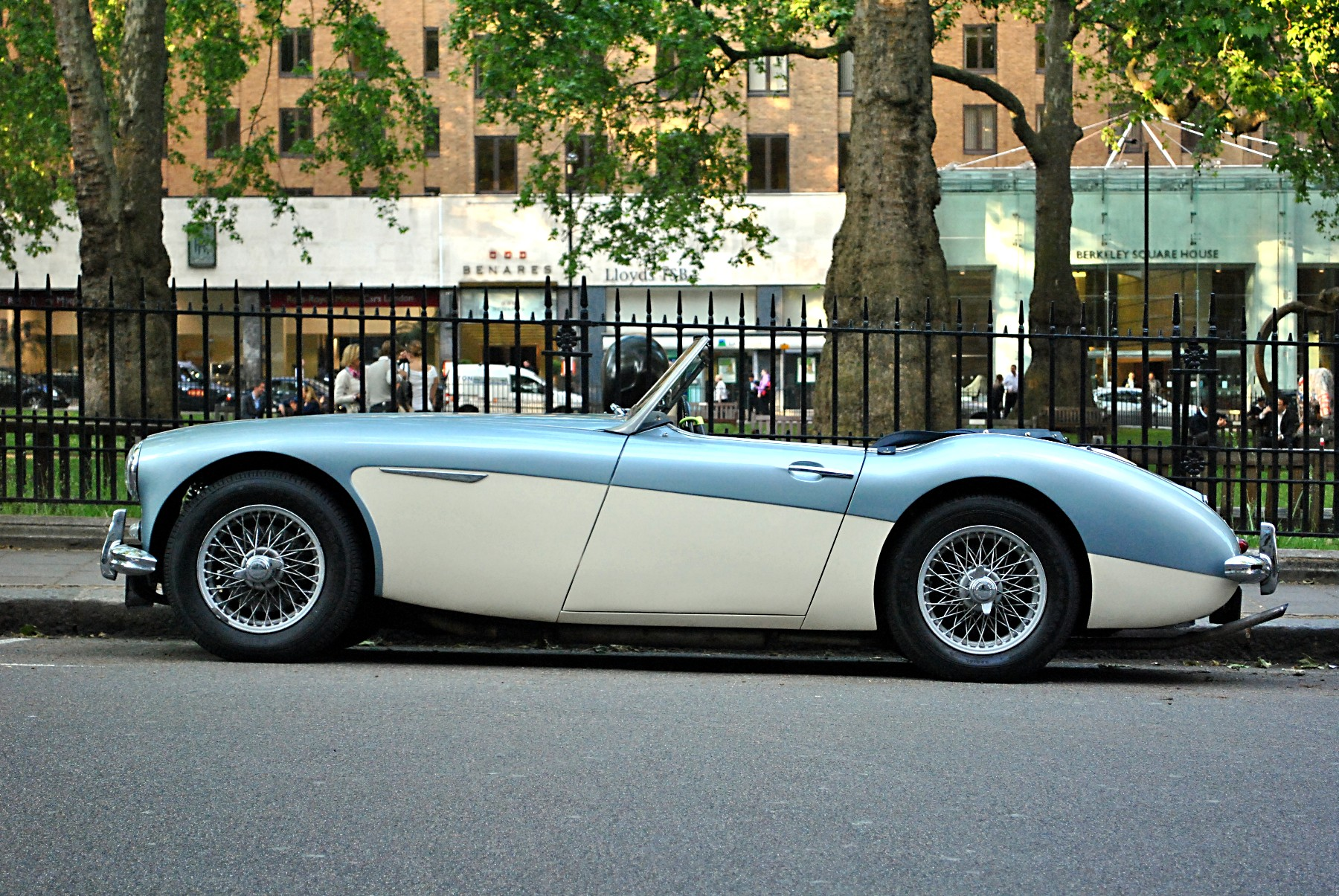
Vorläufer des P66: Austin-Healey 3000

Der Jensen P66 war ein zweitüriger Gran Turismo des britischen Sportwagen- und Karosserieherstellers Jensen Motors, der ab 1964 entwickelt wurde. Das Modell sollte die Nachfolge des bei Jensen produzierten Austin-Healey 3000 antreten, seine Realisierung wurde aber nach der Produktion zweier Prototypen aufgegeben.

## Entwicklungsgeschichte
Das 1931 gegründete Unternehmen Jensen Motors war in erster Linie als Karosseriehersteller für etablierte britische Autowerke tätig. Nachdem das Unternehmen in den 1930er-Jahren einige Fahrzeuge individuell nach Kundenwünschen eingekleidet hatte – darunter einen Ford V8 für Clark Gable –, verlegte es den Schwerpunkt noch vor Beginn des Zweiten Weltkriegs auf die industrielle Serienfertigung von Aufbauten. Nach Kriegsende entstanden bei Jensen etwa 4000 Exemplare des Austin A40 Sports, später fertigte Jensen die Rohkarosserien für den Austin-Healey 100, den Sunbeam Tiger, den Volvo P1800 und den Austin-Healey 3000. Daneben entstanden seit 1936 einige Sportwagen, die unter eigenem Namen vermarktet wurden. Nach dem Krieg waren dies der „Early Interceptor“, der 541 und der C-V8. Es handelte sich hierbei um hochpreisige Luxuscoupés, die in kleinen Serien aufgelegt wurden und dem Unternehmen für sich genommen meist Verluste einbrachten.
Mitte der 1960er-Jahre trug sich das Unternehmen in erster Linie durch die Produktion der Karosserien für den Austin-Healey 3000, von dem in acht Jahren mehr als 42.000 Exemplare hergestellt wurden. Der mit einem amerikanischen Achtzylindermotor von Chrysler ausgestattete Jensen C-V8 spielte demgegenüber mit einer Gesamtproduktion von 500 Exemplaren in fünf Jahren nur eine sehr untergeordnete Rolle. Als Mitte der 1960er-Jahre das Produktionsende des Austin-Healey 3000 bevorstand, suchte das Jensen-Management nach einer Alternative, um die vorhandenen Kapazitäten im Werk in West Bromwich auszulasten.
In Ermangelung eines alternativen Fremdauftrags entschied sich das Unternehmen für die Entwicklung eines eigenen Sportwagens, der in der Marktnische des Austin-Healey positioniert und damit unterhalb des großen und teuren C-V8 angesiedelt sein sollte. Dieses Projekt wurde werksintern als Jensen P66 bezeichnet. Die Entwicklung der Technik und des Aufbaus nahm das Jahr 1964 in Anspruch. 1965 entstanden zwei Prototypen – ein geschlossener Viersitzer und ein Cabriolet –, die auf der Earls Court Motor Show im Herbst 1965 in London öffentlich vorgestellt wurden. Zu diesem Zeitpunkt gab es bereits Verkaufsprospekte für den P66. Angeblich folgten auf die Präsentation 1000 Bestellungen interessierter Kunden.
Im Anschluss an die Vorstellung gab es werksinterne Auseinandersetzungen über Positionierung und die Zukunft des P66. Während die Unternehmensgründer Richard und Alan Jensen den P66 als Austin-Healey-Ersatz befürworteten, sahen andere Teile der Unternehmensleitung, insbesondere der Chefingenieur Kevin Beattie, die Notwendigkeit für einen Ersatz des veralteten, in einem höheren Marktsegment positionierten C-V8. Zudem wurde die werksintern entworfene Karosserie des P66 als altbacken und unattraktiv empfunden. Beattie wurde in dieser Frage von der Norcros-Gruppe, einem Anteilseigner von Jensen Motors, unterstützt. Im Frühjahr 1966, als Richard Jensen infolge eines Herzinfarkts stationär behandelt wurde, beauftragte Beattie die italienische Carrozzeria Touring mit dem Entwurf eines neuen Oberklassecoupés, der die Rolle des C-V8 übernehmen sollte. Daraus wurde letztlich der Jensen Interceptor, dessen Serienfertigung noch im gleichen Jahr begann. Die Entscheidung zugunsten des Interceptor bedeutete das Ende für den P66. In der Folge verließen Richard und Alan Jensen sowie Eric Neale, der Schöpfer des P66, das Unternehmen.

## Technik
Der Jensen P66 wurde unter der Leitung von dem langjährigen Jensen-Mitarbeiter Eric Neale entwickelt. Neale konstruierte einen neuen Gitterrahmen für den P66, der schmaler und leichter war als das Chassis des C-V8. Der Aufbau bestand anders als beim 541 und beim C-V8, dessen Karosserien aus Kunststoff gefertigt waren, aus Aluminium. Als Antrieb waren drei unterschiedlich große Achtzylindermotoren von Chrysler vorgesehen. Neben dem 6,3 Liter großen Motor, der auch im C-V8 verwendet wurde, sollte auch kleinere Versionen mit 5,9 und 4,5 Litern Hubraum lieferbar sein. Die Vorderräder waren einzeln aufgehängt und hatten Schraubenfedern, hinten war eine De-Dion-Achse mit semi-elliptischen Blattfedern vorgesehen. Die Kraftübertragung erfolgte über eine Dreigangautomatik von Chrysler.
Die Karosserie des P66 wurde ebenfalls von Eric Neale entworfen. Das Design orientierte sich an italienischen Sportcoupés; Beobachter sahen insbesondere im Bereich der Frontpartie Ähnlichkeiten mit dem (bereits 1957 entstandenen) Maserati 3500 GT. Die vorderen Kotflügel endeten in jeweils einem Rundscheinwerfer, die vordere Linie der Motorhaube war im Vergleich dazu leicht abgesenkt. Das Dach des Coupés war trapezförmig gestaltet; es hatte drei Seitenfenster.

## Weitere Entwicklung

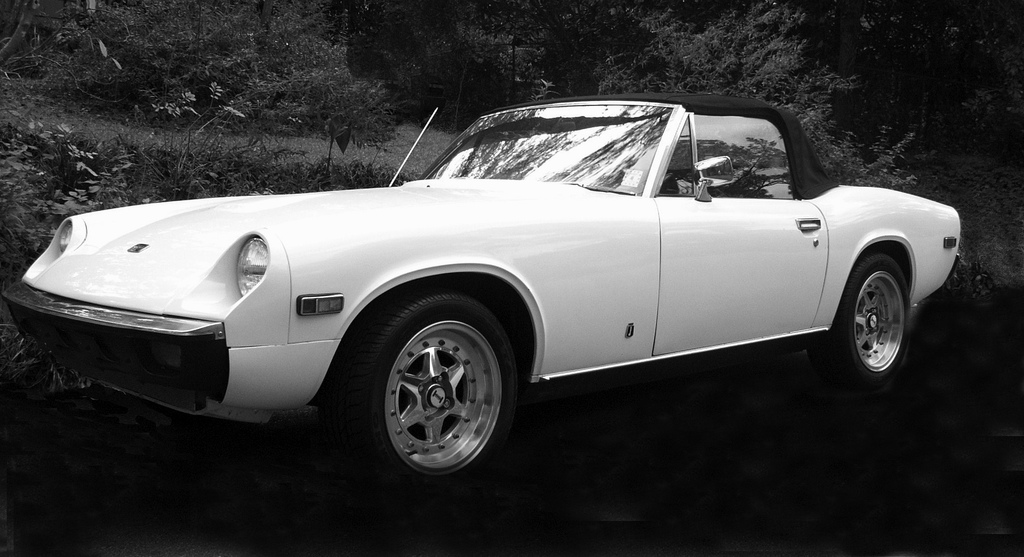
In Serie produzierter Einsteiger-Jensen: Jensen-Healey

Jensen produzierte von 1966 bis 1976 mehrere tausend Exemplare des Interceptor, der als Saloon, als Cabriolet und als Stufenheckcoupé angeboten wurde. Die Rolle des P66 als preiswertes Modell im Marktsegment des Austin-Healey übernahm ab 1972 der Jensen-Healey, von dem bis zur Insolvenz des Unternehmens im Jahr 1976 etwa 10.000 Exemplare entstanden.
Die Coupé-Version des P66 existiert noch. Sie stand in den 1990er-Jahren einige Zeit in den USA, bevor sie von einem Sammler in Großbritannien gekauft wurde. Einer der Prototypen diente als Versuchsträger für den Allradantrieb des späteren Jensen FF.